# Motor Jaguar XK6
El motor Jaguar XK6 es un motor de combustión interna introducido por el fabricante inglés Jaguar en 1949 y producido hasta 1993. Se trata de un seis cilindros en línea, en configuración DOHC. La variante de 4235 cm³ (4,2 L; 258,4 plg³) también fue utilizada en algunos vehículos militares con muy pocas modificaciones.

## 3.4

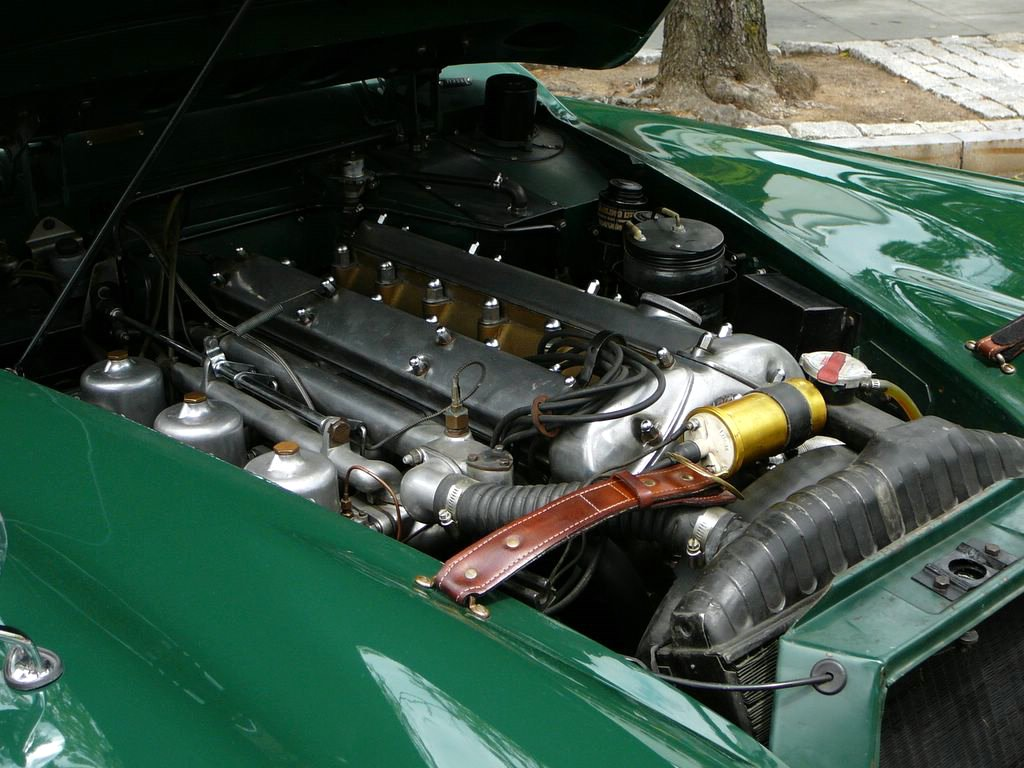
En un Jaguar XK150

El primer 3.4 se usó en 1949 en el Jaguar XK120, que era anunciado como de 3 litros y medio, aunque en realidad se trataba de un 3441 cm³ (3,4 L; 210 plg³). Tenía un bloque de hierro y una culata de aluminio, que entregaba 160 HP (162 CV; 119 kW), con una relación de compresión de 8.0:1. La potencia fue aumentada a 210 HP (213 CV; 157 kW) en el Jaguar C-Type que corrió en Le Mans. La variante de cuatro cilindros del XK nunca fue producida.

### Aplicaciones
- Jaguar XK120
- Jaguar XK140
- Jaguar XK150
- Jaguar XKSS
- Jaguar Mark VII
- Jaguar Mark VIII
- Jaguar Mark I
- Jaguar Mark II
- Jaguar 340[3]
- Jaguar S-Type (1963)
- Jaguar C-Type
- Jaguar XJ6

## 3.8

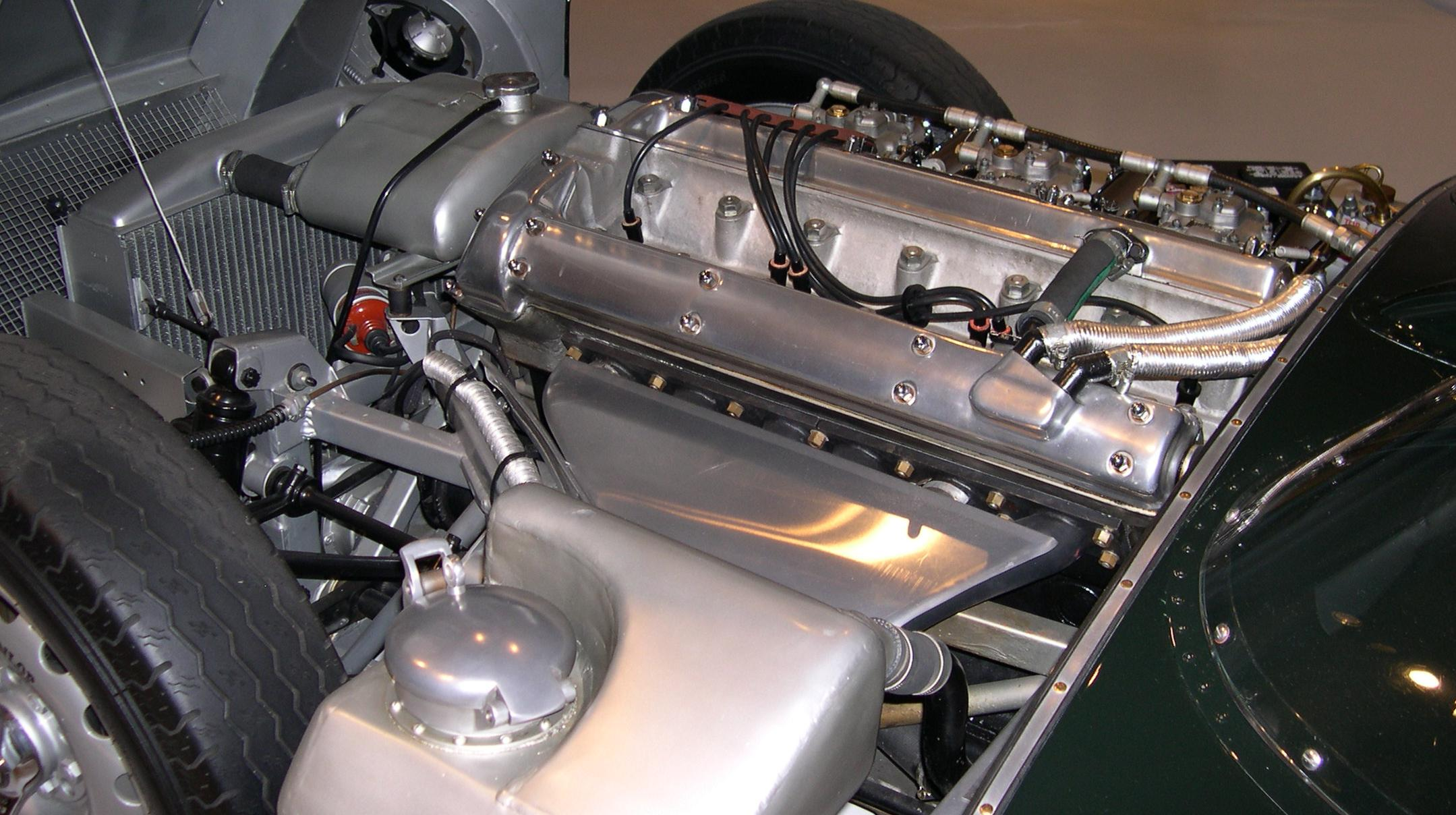
En un Jaguar D-Type de 1955

La versión 3.8 fue presentada en 1958, con una potencia aumentada hasta 265 HP (269 CV; 198 kW).

### Aplicaciones
- Jaguar XK150
- Jaguar Mark 2
- Jaguar Mark IX
- Jaguar Mark X
- Jaguar E-Type
- Jaguar S-Type (1963)
- Jaguar D-Type
- Panther J72

## 4.2
La versión 4.2 fue oficialmente lanzada en 1965. El diámetro oficial fue de 92,08 mm (3,63 pulgadas).

### Aplicaciones
- Jaguar Mark X
- Jaguar 420
- Jaguar 420G
- Jaguar E-Type
- Jaguar XJ6
- Jaguar XJ6 Sovereign
- Daimler Sovereign
- Daimler DS420 Limousine
- Panther J72
- Panther De Ville

También se utilizó en los siguientes vehículos militares: 
- FV101 Scorpion: vehículo de combate blindado, armado con un cañón de 76 mm (3 pulgadas)
- FV107 Scimitar: vehículo de combate blindado de reconocimiento militar, armado con un cañón de 30 mm (1,2 pulgadas)

En 1987 el Jaguar XJ6 fue el último modelo de la marca equipado con el XK6. La última limusina Daimler DS420, fue equipada con un XK6 de 4.2 L al igual que las demás limusinas.

## 2.4
El 2.4 era una versión del 3.4, que producía 133 HP (135 CV; 99 kW).

### Aplicaciones
- Jaguar 2.4 Mark I
- Jaguar 2.4 Mark II

Al estar montado en el Jaguar 240, incorporaba una nueva culata y dos carburadores.

## 2.8
La versión 2.8 se introdujo en los modelos XJ6 de 1968 y permaneció disponible hasta que fue sustituida por el 3.4 en 1975. 

### Aplicaciones
- Jaguar XJ6 Series I
- Jaguar XJ6 Series II
- Daimler Sovereign